# どこまでも行こう
『どこまでも行こう』は1966年に作曲家、小林亜星の作詞作曲による大手タイヤメーカー、ブリヂストンのCMソング及び愛唱歌である。

## 概要
小林亜星が作詞・作曲を担当し、山崎唯が歌ったのがオリジナルである。当時、CMのみでレコード･リリースはされなかったが、マスター音源が残っていたことから後にCD化されている。CMは『フクちゃん』で有名な漫画家の横山隆一がキャラクターデザインを手がけた「タイヤくん」が登場した。CMソングとしては珍しく、日本の音楽の教科書にも掲載されており、1975年からは中学校の、1980年からは小学校の音楽教科書に複数回掲載されている。
度々この曲のアレンジを変えたカバーバージョン（1970年代初頭放映のスチールラジアルタイヤのCM等、一部のCMで使用されたバージョンには歌詞が無い）等がCMソングとして起用されてきたが、2017年12月から再び同社CM（IOC・IPCワールドワイドパートナー告知CM）で使用されている。
1960年代から1970年代にかけての長期間、膨大な回数が茶の間に流れた大ヒット曲であり、このことが後の盗作裁判でも偶然知らずに似たことはあり得ないとした原告側主張の根拠ともなった。
また、同名の映画『どこまでもいこう』（1999年）が存在する。

## カバーした歌手
- 山崎まさよし（2002年、アコースティックバージョン。2006年にCD化）
- 大黒摩季（2002年、ハードロックにアレンジ。2004年にCD化）
  - 以上の2曲は、ともに「ポテンザGIII」のCMソングとして使用された。
- ダークダックス（キングレコード版レコード音源。1967年5月1日にシングルレコード（BS-638）として発売。CD化もされている）
- ダ・カーポ（2001年。CD『ハートフルミュージックコレクション 青春の贈りもの〜Folk Song Fantasy〜』収録）
- ひまわりキッズ（2008年。CD『心と耳にのこるCMのうた Vol.2』収録）
- ロイヤル・ナイツ（2015年。CD『＜戦後70年企画 歌のあゆみ＞唱歌・叙情歌 〜ふるさと・この道〜』DISC-3収録）
- ミュージカル・アカデミー（シングルレコード、NHR-21）
- 森山良子（同上）
- ブリヂストン吹奏楽団久留米
- ベン・E・キング （2011年。CD『Dear Japan,上を向いて歩こう』収録。英語カバー）
- 綾瀬はるか（2017年。同社CM中で曲の一部を歌う）

## 山崎唯版の収録CD
- 『オリジナル版 懐かしのCMソング大全3 1966〜1973』（1993年、ユニバーサルミュージック）
- 『コマソン黄金時代〜懐しのTV-CM大全集 1962〜1973』（1995年、キングレコード）
- 『小林亜星CMソング・アンソロジー』（2002年、テイチクエンタテインメント）
- 『CMの達人 小林亜星とアストロミュージック 傑作CM音楽集』（2005年、キングレコード）
- 『小んなうた 亞んなうた 小林亜星楽曲全集 コマーシャルソング編』（2019年、日本コロムビア）

## 著作権問題
服部克久が作曲したとされる『記念樹』（1992年発表）は、この曲の無断編曲（盗作）であると主張して、この曲の作詞・作曲者である小林亜星が、服部と音楽出版社のフジパシフィック音楽出版（現・フジパシフィックミュージック）とCD発売元のポニーキャニオンを提訴した著作権侵害訴訟事件である。2003年の最高裁判所決定によって、小林側の勝訴が確定し、『記念樹』は『どこまでも行こう』を無断で編曲したものであると認定された。